# Stélios Chalkiás
Stélios Chalkiás ou Stélios Halkiás (grec moderne : Στέλιος Χαλκιάς) est un joueur d'échecs grec né le 11 avril 1980, grand maître international depuis 2002.
Au 1er février 2021, il est le numéro quatre grec avec un classement Elo de 2 567 points.

## Palmarès
Stélios Chalkiás remporta la médaille de bronze au championnat d'Europe d'échecs junior de 1999.
Il a représenté la Grèce lors du championnat du monde d'échecs par équipes de 2010, de neuf championnats d'Europe par équipe (entre 2001 et 2019) et de neuf olympiades entre 2000 et 2016, marquant 44 points en 73 parties,. Lors du championnat d'Europe d'échecs des nations de 2005, la Grèce finit quatrième. Lors du championnat d'Europe par équipe de 2019, Halkias marqua 5,5 points sur 7 et remporta la médaille d'or individuelle au quatrième échiquier
En 2010, il finit à la 21e place du championnat d'Europe d'échecs individuel avec 7,5 points sur 11, place qualificative pour la Coupe du monde d'échecs 2011 à Khanty-Mansiïsk où il fut éliminé lors au premier tour par Aleksandr Morozevitch.